# Anna Ecklund
Anna Ecklund, pseudonimo di Emma Schmidt (Milwaukee, 23 marzo 1882 – Milwaukee, 23 luglio 1941), è stata un'allevatrice statunitense.
È nota per la sua presunta possessione demoniaca e il suo esorcismo, i cui fatti si svolsero nell'arco di diversi decenni, culminando in un lungo rituale che ebbe luogo dal 18 agosto al 23 dicembre 1928 a Earling, nell'Iowa. Quest'ultimo esorcismo fu effettuato da padre Theophilus Riesinger, un prete della Chiesa Cattolica Romana.
Il caso è considerato uno degli episodi di possessione più documentati del XX secolo, raccontato anche in un numero del 1936 della rivista Time.

## Biografia

### Primi anni di vita
Diverse fonti affermano che Emma Schmidt, figlia di Eduard Schmidt, nacque a Milwaukee il 23 marzo 1882 e che crebbe in una famiglia cattolica a Marathon, nel Wisconsin. Questo tuttavia contraddice i resoconti sulla sua presunta possessione, secondo cui il nome di suo padre era Jacob. Se tali informazioni fossero corrette, la vera identità di Emma Schmidt, secondo i registri trovati su Ancestry.com, potrebbe essere quella di Hulda Emma Schmidt, nata il 3 luglio 1882 nel Canton Turgovia, in Svizzera, da Jacob e Anna Schmidt, che nel 1884 emigrò con la famiglia nel Wisconsin. Questa Emma Schmidt morì il 23 giugno 1964 a Milwaukee, nel Wisconsin.
Stando ai registri di nascita del Wisconsin, i genitori di Emma erano immigrati tedeschi. Il manoscritto di Bunse sostiene che Emma, nota come "Mary X", incontrò padre Theophilus Riesinger a New York quando lei aveva 16 anni e che il prete la esorcizzò in quel di Milwaukee. Un articolo del Des Moines Register del 23 settembre 1928 afferma: "Si ritiene che i parenti che vivono qui vicino abbiano convinto il reverendo Joseph Steiger, pastore della chiesa di Saint Jospeh, a portare la donna a Earling, da una città situata a Est, per il rituale", il che suggerisce che Emma provenisse dalla costa orientale degli Stati Uniti e non dal Wisconsin. Si dice che la donna abbia iniziato a mostrare segni di possessione da adolescente, dimostrando repulsione per gli oggetti sacri, pensieri "disturbati" e incapacità di entrare in chiesa. Secondo un resoconto pubblicato nel 1935, all'origine della possessione di Emma sarebbe potuta esserci sua zia Mina, presunta strega locale. Si dice inoltre che Mina fosse l'amante del padre di Emma.

### Esorcismi e morte
Il 18 giugno 1912, Emma subì un esorcismo da parte di padre Theophilus Riesinger, sacerdote cappuccino originario della Baviera, incaricato dal vescovo Thomas Dunn di Des Moines, nell'Iowa. Questo primo esorcismo non fu particolarmente documentato.
Nell'estate 1928, Riesinger fu nuovamente chiamato a eseguire un esorcismo su Emma. Padre Joseph Stieger, amico di Riesinger, suggerì di eseguire il rituale in un convento di suore francescane a Earling. Emma venne portata al convento il 17 agosto 1928 e pare che manifestò vari sintomi, inclusi attacchi di rabbia quando le veniva somministrato cibo che era stato benedetto. Con l'aiuto delle suore del convento, l'esorcismo iniziò il 18 agosto. L'esorcismo, secondo quanto riportato, sarebbe stato violento, con Emma che levitava, ululava e si appendeva alla porta. La prima sessione durò fino al 26 agosto; una sessione ulteriore ebbe luogo tra il 13 e il 20 settembre, seguita da un'ultima sessione di nove giorni che durò dal 15 al 23 dicembre 1928.
Il lungo ed estenuante esorcismo portò al deterioramento del corpo di Emma, che si rifiutava di consumare cibo, vomitando anche detriti disgustosi e quelle che sembravano essere foglie di tabacco. Secondo le fonti, la testa, le labbra e il viso della donna si sarebbero gonfiati e avrebbe dimostrato la capacità di parlare in più lingue. L'esorcismo sarebbe stato talmente estenuante e il comportamento di Emma tanto violento da spingere diverse suore del convento a richiedere un trasferimento. Si credeva che la ragazza fosse posseduta da Giuda Iscariota e dal padre Jacob, che l'aveva maledetta con l'aiuto della sua amante Mina, zia di Emma, per aver rifiutato le sue avances incestuose durante l'adolescenza. Nel corso degli esorcismi, Emma parlava anche con una voce acuta in falsetto, che Riesinger interpretò come la voce di Mina.
L'ultimo giorno dell'esorcismo, il 23 dicembre, Riesinger comandò ai demoni di tornare all'Inferno. Emma crollò sul letto e cominciò a urlare: "Belzebù, Giuda, Giacobbe, Mina", seguito da: "Inferno! Inferno! Inferno!" Aprì quindi gli occhi e parlò con la sua voce, dicendo: "Gesù mio, Misericordia! Sia lodato Gesù Cristo!" Secondo quanto riferito, l'esorcismo di Riesinger ebbe dunque successo ed Emma mostrò solo possessioni "più lievi" e "abbastanza gestibili" dopo di esso. Non mancano testimonianze secondo cui, in realtà, Emma soffrisse di una malattia mentale non diagnosticata. La sua vera identità è stata tenuta nascosta al pubblico nei resoconti scritti.
Emma Schmidt morì il 23 luglio 1941 oppure, nel caso si trattasse di Hulda Emma Schmidt, il 23 giugno 1964.

## Nella cultura di massa
Nel 2016 è stato realizzato un film liberamente ispirato al caso, dal titolo L'esorcismo di Anna Ecklund, che documenta la sua possessione e l'esorcismo.
Nel 2025, un resoconto più fedele dell'ultimo ed estenuante esorcismo di Emma Schmidt, basato sul diario compilato da padre Steiger durante i rituali, è raccontato nel film L'esorcismo di Emma Schmidt - The Ritual, con Al Pacino nel ruolo di padre Riesinger e Abigail Cowen nei panni di Ecklund. In Italia, il film arriverà al cinema, in anteprima mondiale, il 29 maggio 2025, distribuito da Midnight Factory, etichetta horror di Plaion Pictures.

### Resoconti pubblicati
Nel 1935, il teologo Carl Vogl scrisse un resoconto della possessione in tedesco, intitolato Vade retro, Satana!, usando lo pseudonimo di Anna Ecklund in riferimento a Emma Schmidt. Secondo lo studioso di teologia Francis Young, alcuni fatti contenuti nel testo di Vogl furono ribaditi da preti gesuiti in un resoconto riguardante Robbie Mannheim, nel 1949. Young ritiene che la pubblicazione del caso Ecklund sia stato fondamentale per esemplificare "l'esorcismo americano".
Nel febbraio del 1936, l'ultimo esorcismo di Emma Schmidt fu raccontato sulla rivista Time.